# Jean Hoeufft

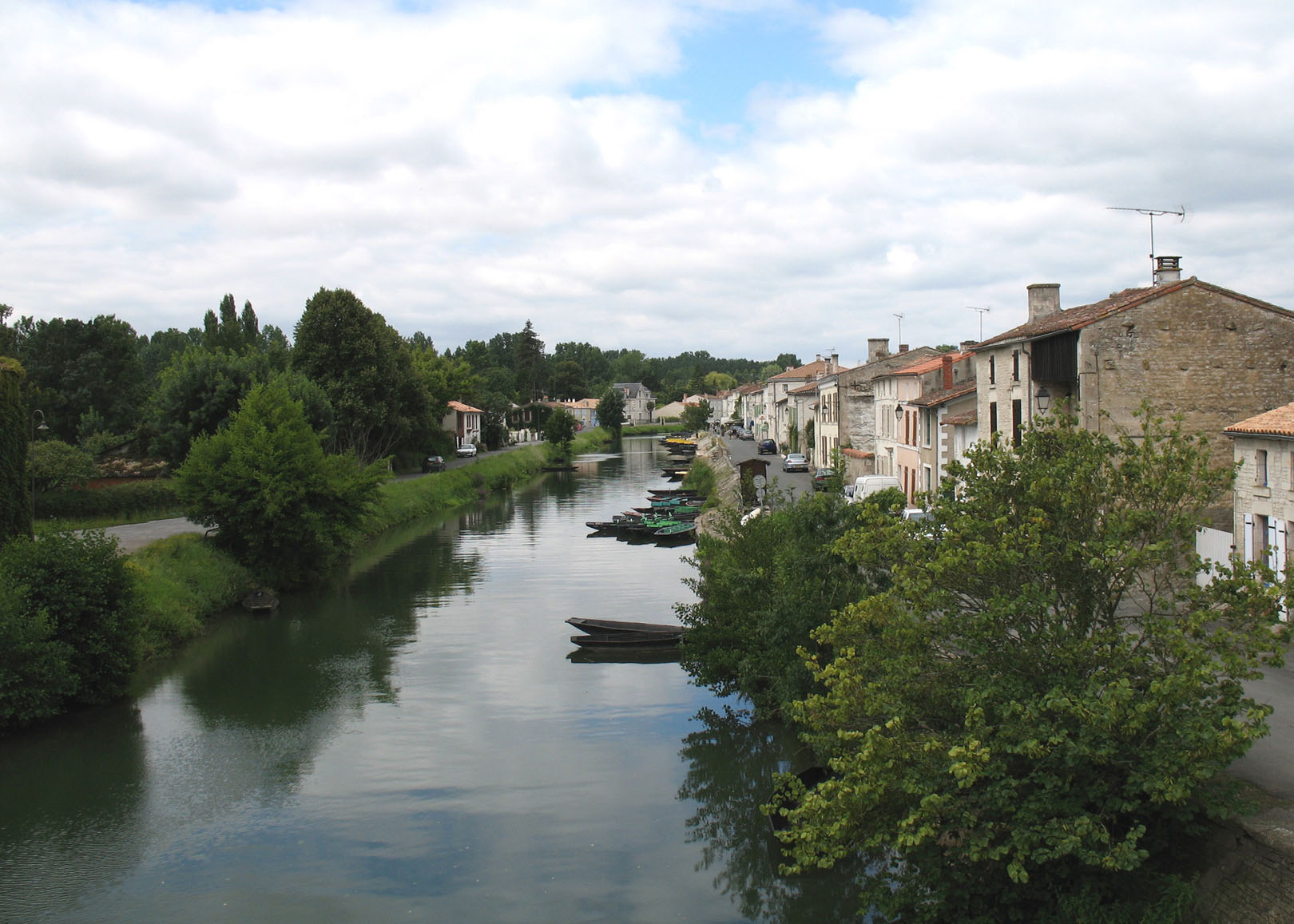
Kanaal in de Marais Poitevin

Jean Hoeufft  (Luik, 1578 - Parijs, 5 september 1651) was een Frans bankier, commissaris der Staten-Generaal bij het Franse Hof van Lodewijk XIII van Frankrijk, thesaurier, raad en secretaris van koning, een ambt dat hij tot zijn dood bekleedde. De familie Hoeufft heeft een aanzienlijk aandeel in de drooglegging van een aantal plassen en moerassige streken bij de Rhône, Seine, Gironde, in Hauts-de-France, Poitou, die merendeels door Nederlandse ingenieurs, zoals Jan van Ens, werden uitgevoerd.

## Biografie

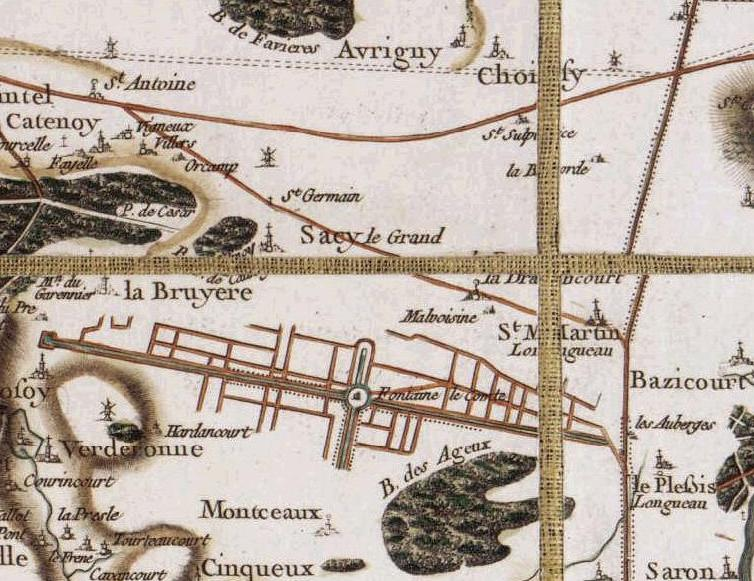
Sacy-le-Grand - Map by Cassini

Zijn vader trok in 1566 naar Luik. Hoeufft heeft zich, vanwege het protestants geloof, te Rouen gevestigd, waar hij zich in 1601 liet naturaliseren. Hij zou betrokken kunnen zijn geweest bij de handel in salpeter, dat door zijn broer Dirck uit Frankrijk werd geïmporteerd. Tussen 1609 en 1616 richtten hij en zijn broer, een koopman in koper, wijn, zout, hout en ijzer in Dordrecht, zich op de zouthandel uit Hiers-Brouage. Rond 1620 leverde hij (door bemiddeling van Richelieu) met zijn broer een oorlogschip aan Charles, de hertog van Guise en concentreerde zich op de wapenhandel aan Charles Gonzaga, de hertog van Nevers. In 1634 stierf zijn broer; Jean Hoeufft nam twee neven in dienst, Matthias en Jean, zonen van Dirck. Hoeufft nam deel in de Zweedse koperhandel, samen met Elias Trip, Louis de Geer en anderen. Ïn 1634 zocht stadhouder Frederik Hendrik toenadering tot Frankrijk, om dat land te bewegen met Spanje te breken.
"De Opstand was nog altijd aan de gang en Adriaan Pauw, die tot de gematigde vleugel van Hollandse kooplieden behoorde, wilde net als het gewest Holland en de stad Amsterdam vrede sluiten met het Spanje, maar vooral radicale calvinisten dachten daar anders over. Nu de Republiek als protestantse mogendheid op eigen benen stond, meenden zij dat het verdrijven uit de Zuidelijke Nederlanden van de Spanjaarden, en daarmee van het katholicisme, haalbaar was. Frederik Hendrik zond Pauw samen met Johan de Knuyt naar Frankrijk om een alliantie te sluiten tegen Spanje.  Een van de afspraken was het bilateraal verdelingsplan van de Zuidelijke Nederlanden. 

Hoeufft werd ingeschakeld bij de betaling twee miljoen gulden van de Republiek aan Frankrijk. Frankrijk vernieuwde na het vertrek van De Knuyt het bondgenootschap met de Republiek.

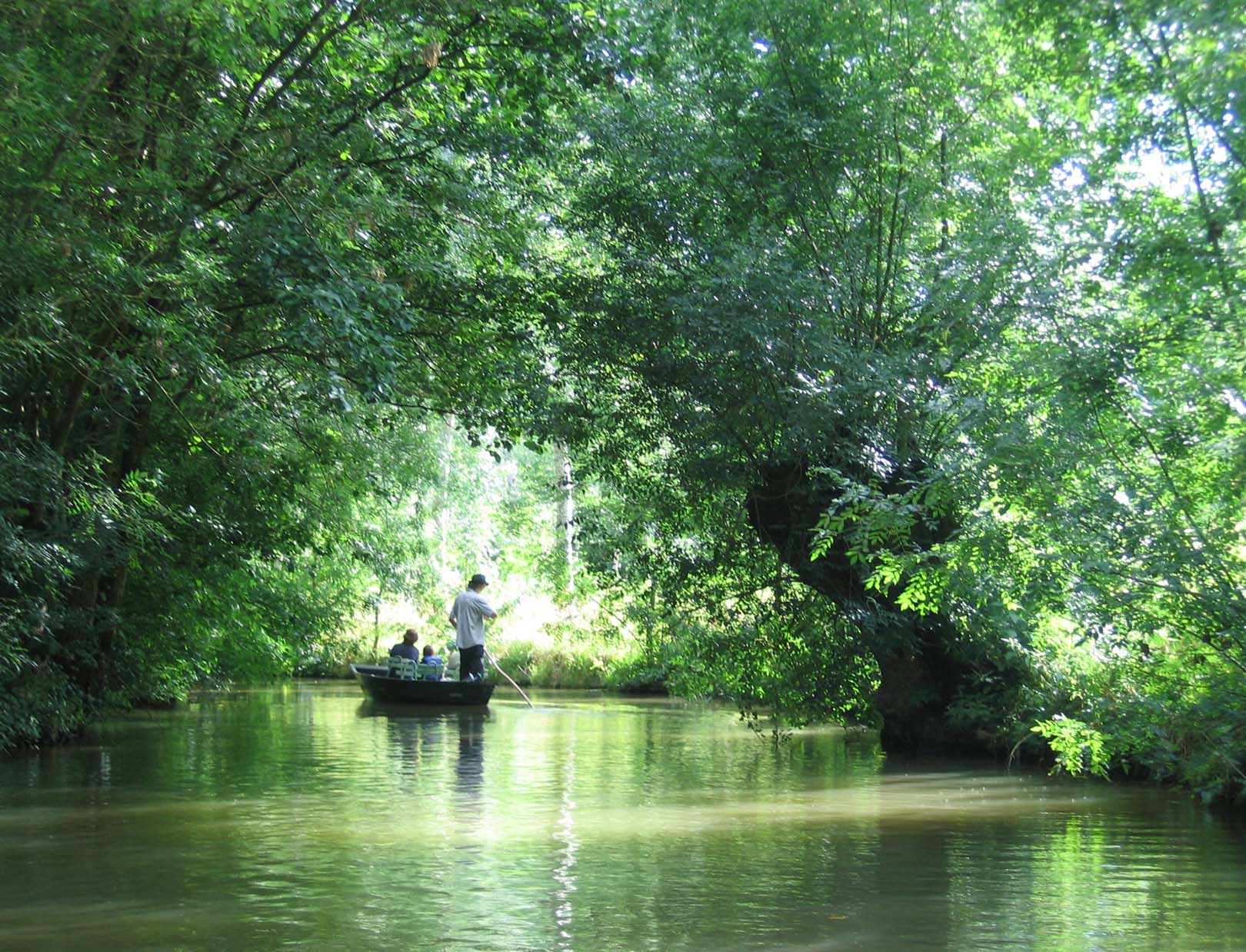
Het Marais Poitevin

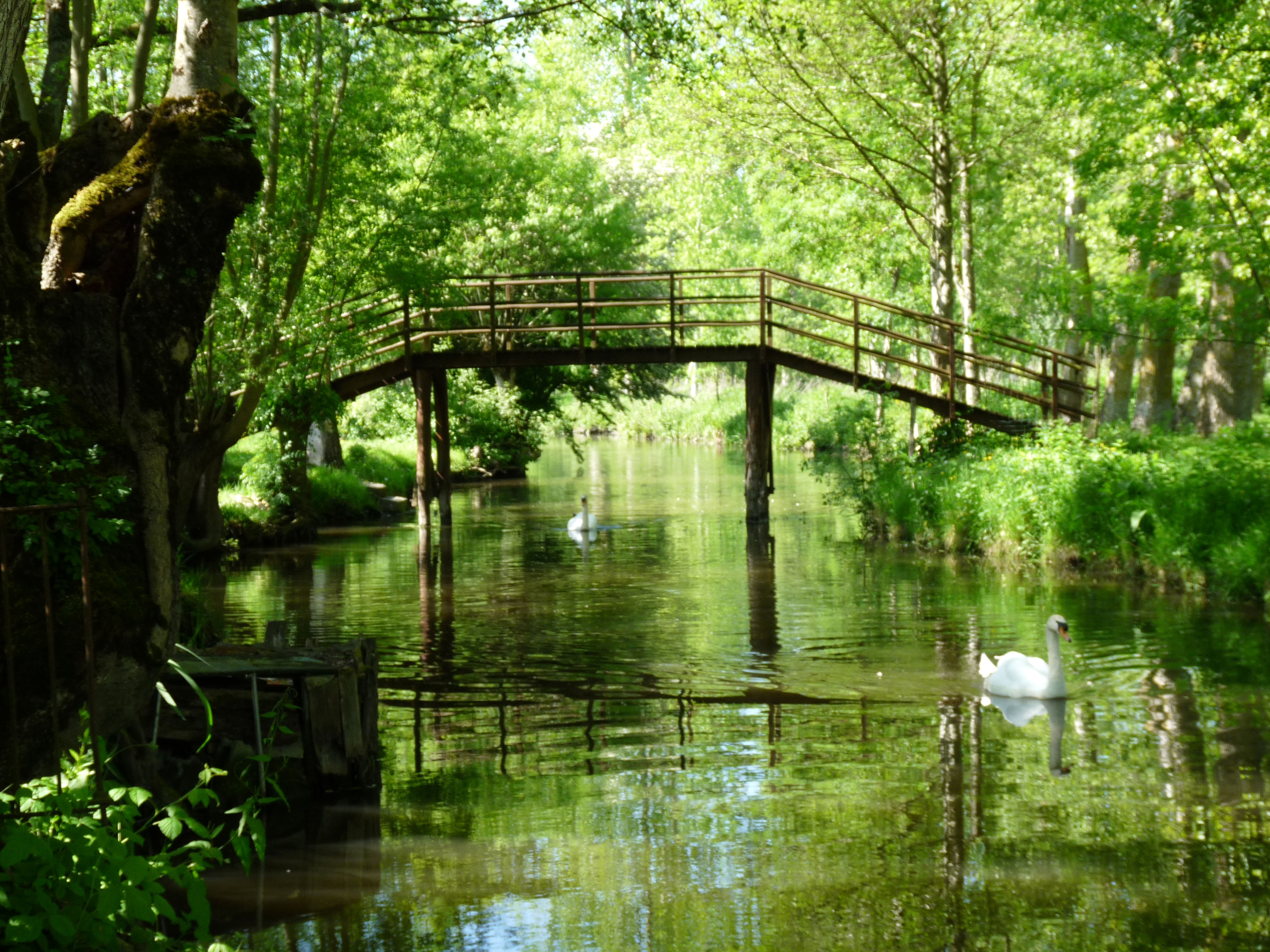
Een bruggetje over een kanaaltje in het Moeras Poitevin

Vanaf 1635 is Frankrijk in de Dertigjarige Oorlog verwikkeld, het verklaarde de oorlog aan Spanje en Oostenrijk.
In 1637 is Hoeufft officieel aangesteld tot commissaris van de Republiek, met betrekking tot bankzaken en financiën. In 1639 werd zijn huis in Rouen aangevallen. In 1642 stierf Richelieu. Tot koninklijke raad en secretaris benoemd, verhuisde Hoeufft mogelijk naar Parijs, schoot de Koning herhaaldelijk geld voor, en nam deel aan belangrijke financiële operaties als schatbewaarder van de Franse kroon, en in samenwerking met zijn neef Matthias bij de voorbereiding van de Vrede van Westfalen.
In 1640 werd de Compagnie Petit Poitou opgericht, dat in zes jaar tijd de moerassen drooglegde. In 1643 verschafte hij zich de titel heer van Fontaine-le-Comte, gelegen in de Marais Poitevin, c.q. Triaize; Jean Hoeufft en zijn gelijknamige neef bezaten 20% van de grond (ca. 800 ha of acht boerderijen).
Het Marais Poitevin, ook wel la Venise Verte, is een moerasgebied, vlak bij Niort in de regio Nouvelle-Aquitaine. Het is een overblijfsel van de vroegere Golf van Poitou, waarvan delen ingepolderd werden. Het moerasgebied werd door de bedijking omgezet in een belangrijk landbouw en zoutwinningsgebied.
Fontaine-le-Comte zou ook een voormalig meer bij Sacy-le-Grand, dat was drooggelegd, kunnen zijn, want ook daar wordt zijn naam genoemd.
Hoeufft was ongetrouwd, en had geen kinderen, maar betrok diverse familieleden bij zijn projecten. De 48 erfgenamen, zijn neven en nichten en hun kinderen, maakten nog jaren ruzie over de erfenis. Het verslag van Cornelis van Aerssen van Sommelsdijk en zijn broer bevat details. Nadat er ruzie was ontstaan tussen de erfgenamen, heeft een zekere Beck, een zuiplap, in januari 1658 een ander familielid, genaamd David de la Croix, de kop ingeslagen. Naar het zich laat aanzien nam Beck een bout, waarmee hij om zich heen maaide, zodat ook nog twee anderen half dood neervielen. Vervolgens werd hij overgebracht naar een kamer naast de keuken en sloeg de hand aan zichzelf met een mes; het lijkt erop dat hij harikiri pleegde. Zijn bezittingen werden in beslag genomen en ter beschikking gesteld aan Michel de Grammont. Zijn lichaam werd overgebracht naar een kerker in het Grand Châtelet; het lijk is vervolgens naar Holland getransporteerd.
In 1736 werd het bezit bij Petit Poitou bij Luçon in de Marais Poitevin verkocht.